# 伊那市創造館
伊那市創造館（いなしそうぞうかん）は、長野県伊那市荒井3520番地にある博物館。
建物は1930年（昭和5年）に上伊那図書館として竣工し、2003年（平成15年）まで公共図書館として用いられていた。その後伊那市に移管されて伊那市指定有形文化財に指定され、2010年（平成22年）には生涯学習施設・博物館類似施設の機能を持つ伊那市創造館が開館した。

## 歴史

### 上伊那図書館
1930年（昭和5年）、長野県上伊那郡伊那町に財団法人が運営する上伊那図書館が竣工・開館した。60年以上も公共図書館としての役割を有していたが、1994年（平成6年）に伊那市立図書館が開館したことで利用者が激減したため、2003年（平成15年）3月31日で閲覧・貸出を停止し、2004年（平成16年）3月31日に公共図書館としては完全閉館した。

### 伊那市創造館
2004年（平成16年）、旧上伊那図書館の管理が伊那市に移管され、1階にあった上伊那教育会の事務所は再開発ビル「いなっせ」に移転した。2008年（平成20年）8月27日には旧上伊那図書館の建物が伊那市指定有形文化財となった。伊那市は合併特例債やまちづくり交付金を活用し、9億6000万円を投じて本館の耐震化、エレベーターの設置によるバリアフリー化、収蔵庫の新設を行った。地下1階・地上1階の収蔵庫棟が併設され、約2万点の貴重な資料や文化財は収蔵庫に保管された。2010年（平成22年）4月16日に竣工式が行われ、5月24日に生涯学習施設・博物館類似施設の機能を持つ伊那市創造館が開館した。全国公募によって捧剛太が館長に就任している。

## 建物
大正末期から昭和初期の様式がみられる近代建築であり、上伊那地方に現存するもっとも古い鉄筋コンクリート建築物、上伊那地域唯一の昭和初期の建造物、伊那市唯一の洋館である。
鉄筋コンクリート造3階建（一部4階建）であり、建物高は17.27m。延床面積は1階から3階までが340.692m2などであり、建物全体で1,356m2だった。階段の手すりには大理石が使用され、外壁には高遠焼のテラコッタタイルが使用されている。建物の四隅には曲面が配され、専用のタイルが貼られている。ファサードの2階部分と3階部分を貫いているガラス張りの出窓も含めて、外観には黒田の嗜好が反映されているが、森山の東京歯科医学専門学校（東京・水道橋）との共通点も指摘されている。スチーム暖房を備えている。
「長野県鉄筋コンクリート建築の開祖」黒田好造が設計を担当したとされていたが、2011年には東京都内で森山松之助が書いた図面が発見され、森山が基本設計を行っていたことが判明した。森山は台湾総督府の実施設計などを担当しており、長野県内では上諏訪温泉の片倉館を担当している。一方の黒田は長野市の六十三銀行（現・八十二銀行）、上諏訪町役場、飯田市の飯田市立追手町小学校などを担当しているが、2007年時点で現存するのは飯田市立追手町小学校校舎と上伊那図書館のみである。製糸業の実業家である武井覚太郎が建築資金を提供した。施工は岡谷組。

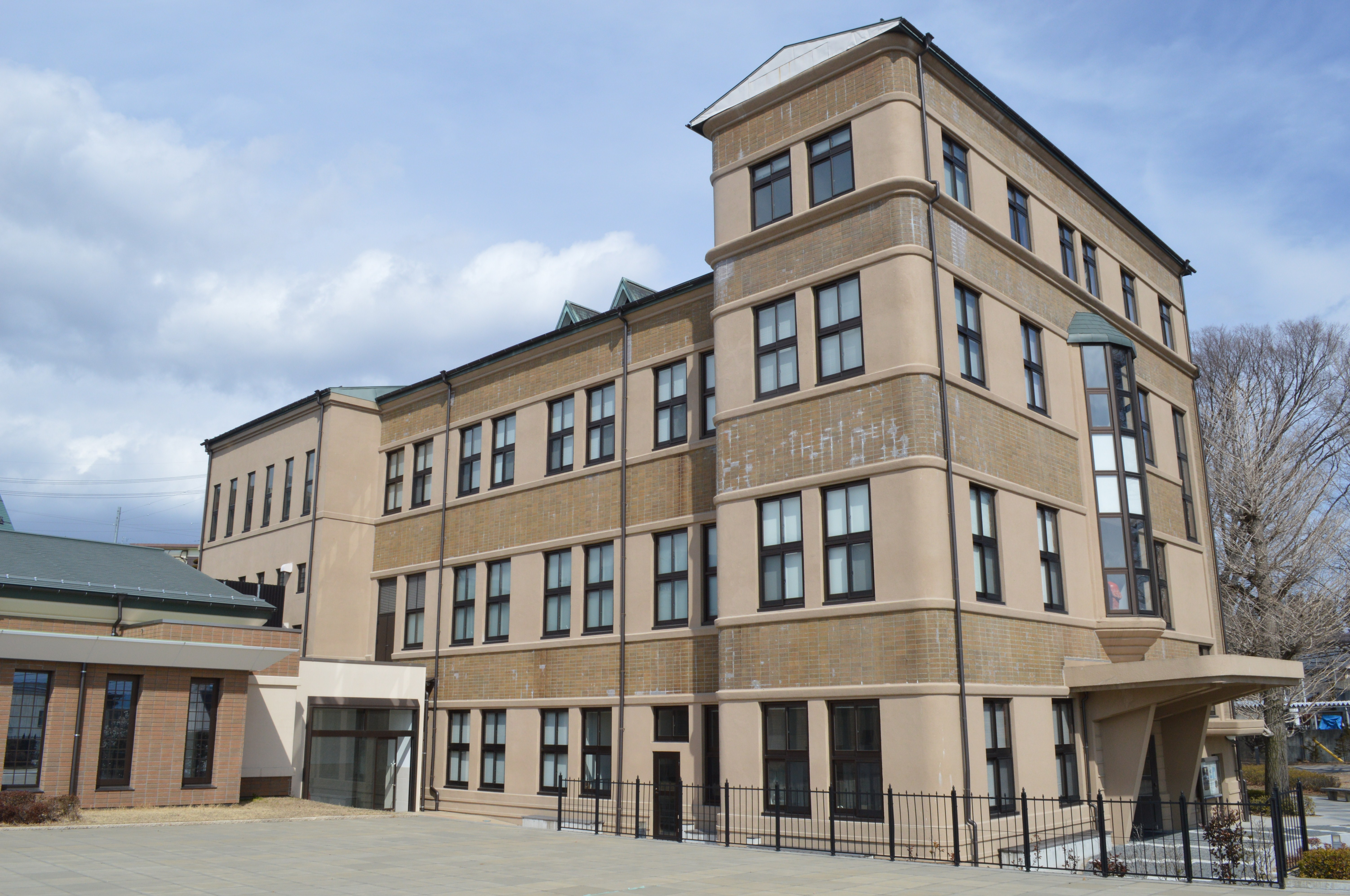
建物側面
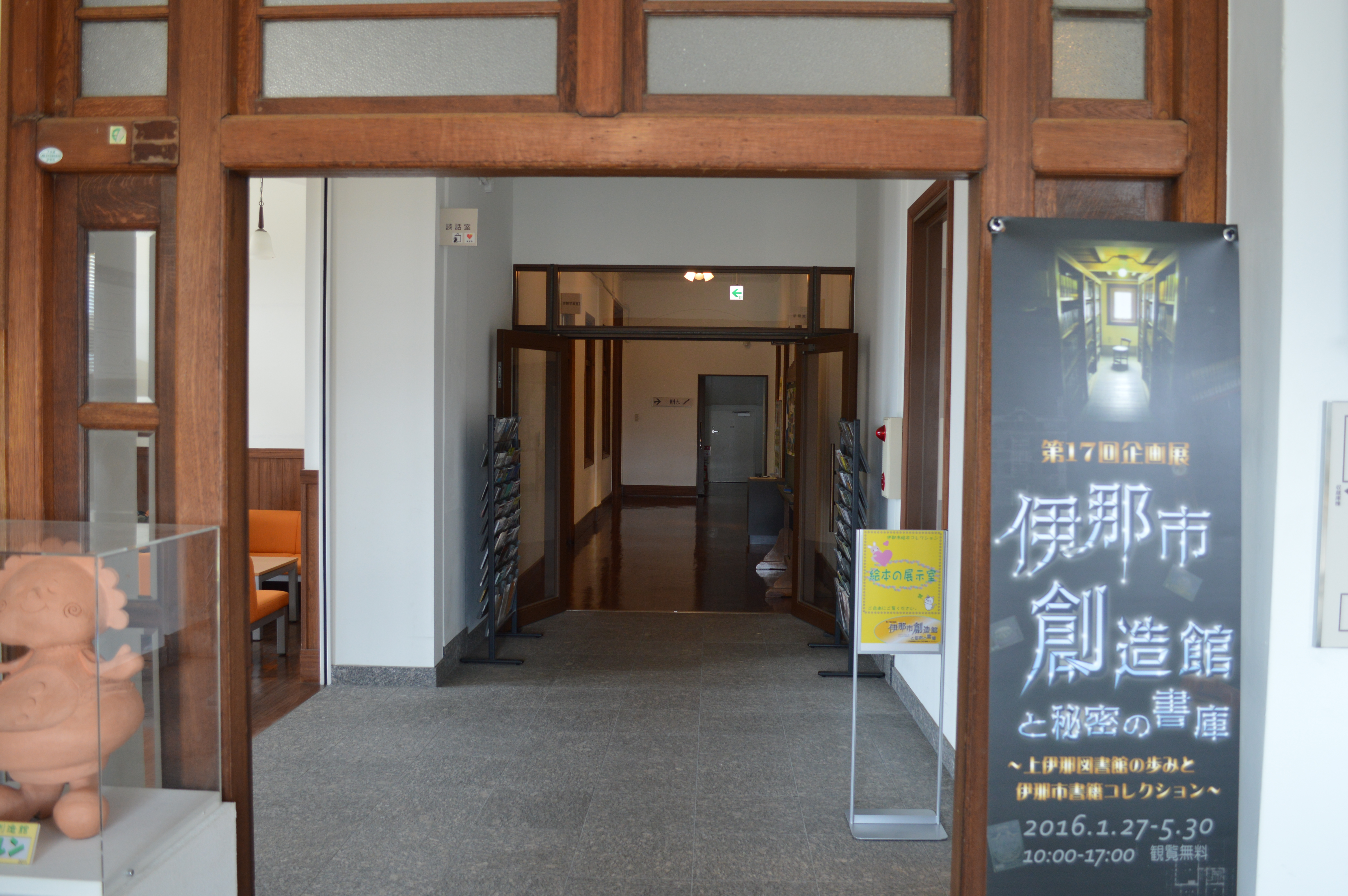
建物内部
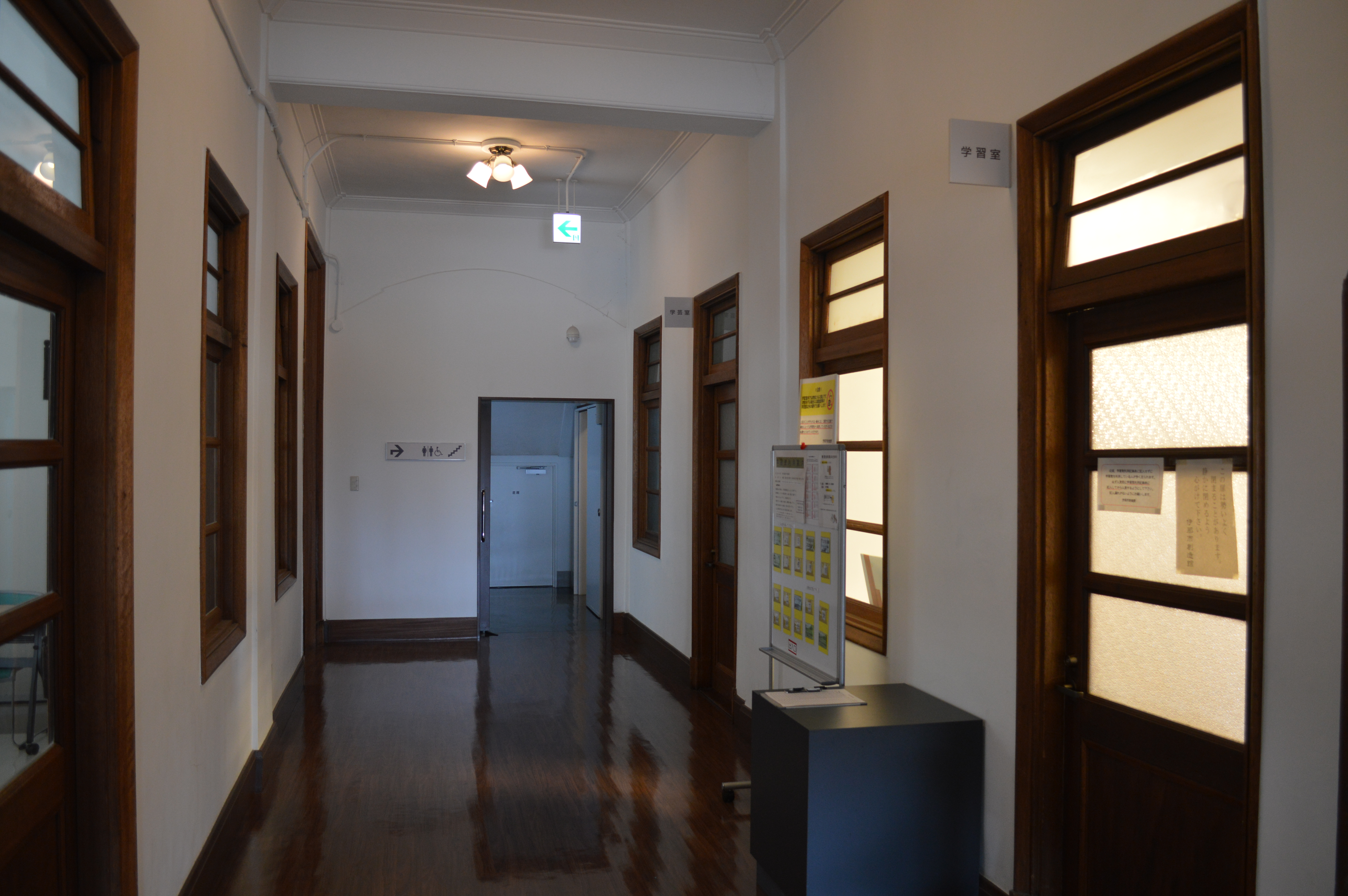
建物内部
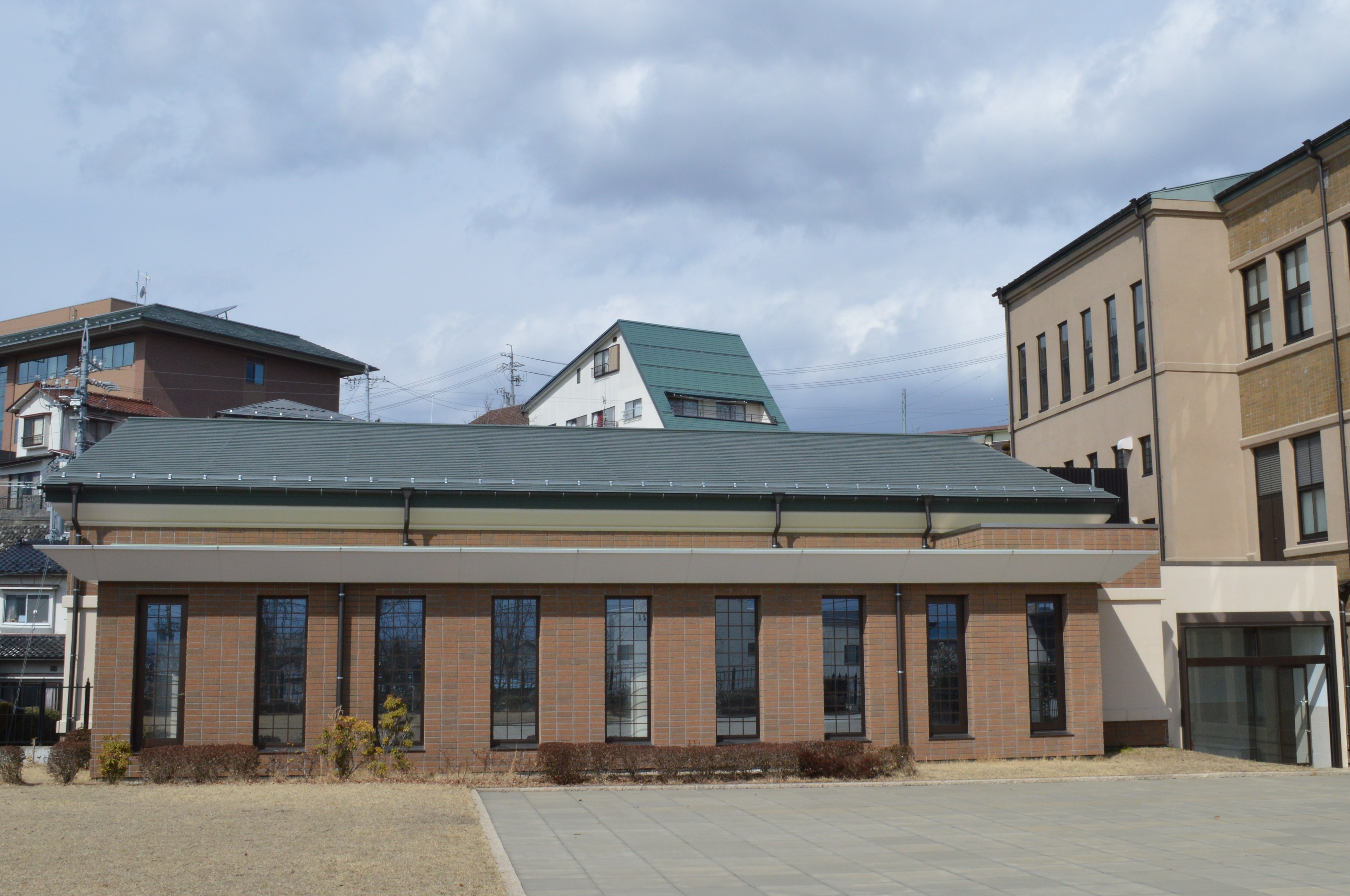
伊那市創造館開館時に新設された収蔵庫
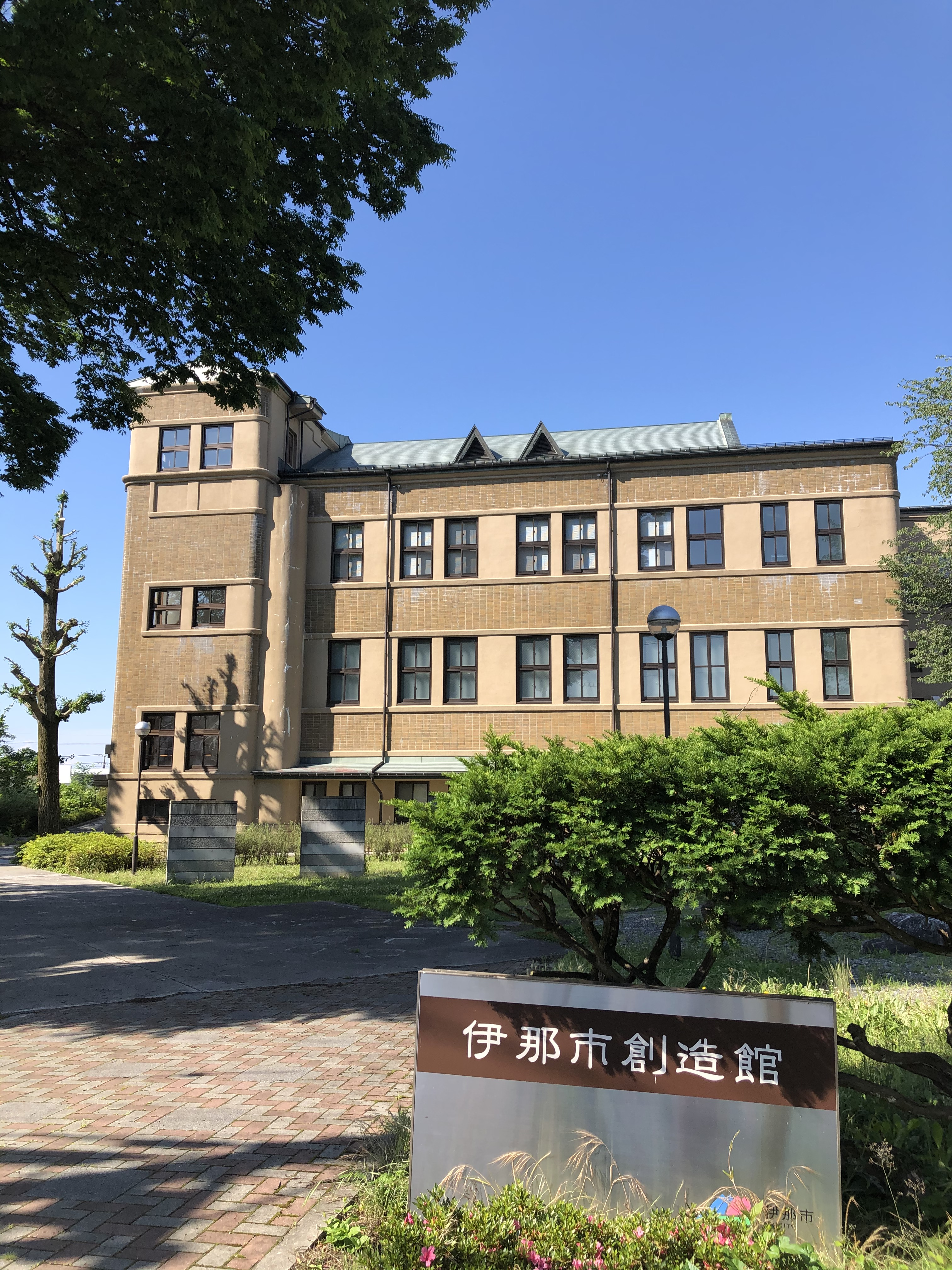
敷地北側入口

## 施設
- 1階
  - 体験学習室 - 講座やワークショップなどに用いる。
- 2階
  - 常設展示室 - 重要文化財に指定された神子柴遺跡（南箕輪村）の出土品などが展示されている[4][16]。
  - 企画展示室
  - 上伊那図書館資料室 - 旧上伊那図書館の書庫。
- 3階
  - 講堂 - 講演会や演奏会に用いる。

## 文献
- 上伊那図書館閉館記念誌、上伊那教育編集委員会『上伊那図書館閉館記念誌』上伊那図書館、2003年。
- 上條宏之（監修）『信州の近代遺産』しなのき書房、2006年。